# AC Martina
AC Martina is een Italiaanse voetbalclub uit Martina Franca. Ze speelt in de Serie D. De club werd in 1947 opgericht.